# Atrichobrunettia bistria
Atrichobrunettia bistria är en tvåvingeart som först beskrevs av Quate 1996.  Atrichobrunettia bistria ingår i släktet Atrichobrunettia och familjen fjärilsmyggor.
Artens utbredningsområde är Costa Rica. Inga underarter finns listade i Catalogue of Life.